# Gens Annaea
De gens Annaea was een equestrisch gens uit het oude Rome, wiens nomen gentile Annaeus of Annaea (voor vrouwen) was. Bekende leden van de familie waren:
- Marcus of Lucius Annaeus Seneca, (54 v.Chr. - ca. 39), ook wel Seneca de Oudere. Romeins schrijver en retoricus.
- Lucius Annaeus Seneca, (circa 3 v.Chr. - 65), Romeins filosoof van het stoïcisme, staatsman en toneelschrijver. Vaak wordt hij kortweg Seneca genoemd, soms Seneca de Jongere.
- Junius Annaeus Gallio, (oorspronkelijk Lucius Annaeus Novatus), proconsul van de senatoriale provincie Achaea. Zoon van Seneca de Oudere.
- Marcus Annaeus Lucanus, (39 – 65), Romeins episch dichter ten tijde van princeps Nero.
- Lucius Annaeus Cornutus, stoïsch filosoof, leraar en mentor van de voorgaande en Persius. In 66 of 68 verbannen uit Rome door Nero.
- Lucius Annaeus Florus, Romeins historicus ten tijde van Trajanus en Hadrianus.